# Menemerus modestus
Menemerus modestus är en spindelart som beskrevs av Wesolowska 1999. Menemerus modestus ingår i släktet Menemerus och familjen hoppspindlar. Inga underarter finns listade i Catalogue of Life.